# Kontraposition
Unter Kontraposition (von lateinisch contra ‚gegen‘ und lat. positio ‚Position‘, ‚Stellung‘, ‚Lage‘) versteht man in der Logik den Umkehrschluss einer Implikation, d. h. den Schluss von „Wenn A, dann B“ auf „Wenn nicht B, dann nicht A“.
Tatsächlich ist die Aussage „Aus A folgt B“ sogar äquivalent zu ihrer Kontraposition „Aus nicht B folgt nicht A“.
Nicht zulässig ist dagegen der Schluss „Aus B folgt A“ oder „Aus nicht A folgt nicht B“.

## Notation in der Mathematik
Sind {\displaystyle A} und {\displaystyle B} zwei Aussagen, dann sind die Folgerungen (Subjunktionen) {\displaystyle A\rightarrow B} und {\displaystyle \neg B\rightarrow \neg A} äquivalente Aussagen:
{\displaystyle (A\rightarrow B)\Longleftrightarrow (\neg B\rightarrow \neg A)}
Dabei bezeichnet {\displaystyle \neg A} die Negation einer Aussage {\displaystyle A}. In der Mathematik verwendet man für Implikationen die Notation {\displaystyle \Rightarrow }, die die Allgemeingültigkeit der Folgerung anzeigt.
Für {\displaystyle x,y\in \mathbb {R} } ist die Subjunktion {\displaystyle (x<y)\rightarrow (x^{2}<y^{2})} äquivalent („{\displaystyle \Longleftrightarrow }“) zur Kontraposition {\displaystyle (x^{2}\geq y^{2})\rightarrow (x\geq y)}. Die Subjunktion {\displaystyle (x<y)\rightarrow (x^{2}<y^{2})} selbst ist allerdings in den reellen Zahlen eine falsche Aussage, denn es gilt zwar {\displaystyle -4<3}, aber wegen der Ungleichung {\displaystyle 16=(-4)^{2}\geq 3^{2}=9} gilt nicht {\displaystyle (-4)^{2}<3^{2}}. Die Äquivalenz („{\displaystyle \Longleftrightarrow }“) ist dagegen tautologisch (allgemeingültig), da die linke Aussage genau dann wahr ist, wenn auch die Kontraposition (rechte Aussage) wahr ist.

### Wahrheitstafeln
Die Äquivalenz der Aussagen kann man über Wahrheitstabellen überprüfen:
| {\displaystyle A} | {\displaystyle B} | {\displaystyle A\rightarrow B} |
| ----------------- | ----------------- | ------------------------------ |
| wahr              | wahr              | wahr                           |
| wahr              | falsch            | falsch                         |
| falsch            | wahr              | wahr                           |
| falsch            | falsch            | wahr                           |

| {\displaystyle A} | {\displaystyle B} | {\displaystyle \neg B} | {\displaystyle \neg A} | {\displaystyle \neg B\rightarrow \neg A} |
| ----------------- | ----------------- | ---------------------- | ---------------------- | ---------------------------------------- |
| wahr              | wahr              | falsch                 | falsch                 | wahr                                     |
| wahr              | falsch            | wahr                   | falsch                 | falsch                                   |
| falsch            | wahr              | falsch                 | wahr                   | wahr                                     |
| falsch            | falsch            | wahr                   | wahr                   | wahr                                     |

### Äquivalenz zu einer ODER-Aussage
Sowohl {\displaystyle A\rightarrow B} als auch {\displaystyle \neg B\rightarrow \neg A} sind ferner äquivalent zu {\displaystyle \neg A\vee B}. „{\displaystyle \vee }“ ist dabei die Notation für ein „ODER“ (Disjunktion) – siehe auch folgende Wahrheitstabelle im Vergleich zu den Wahrheitstabellen für Subjunktion und Kontraposition.
| {\displaystyle A} | {\displaystyle B} | {\displaystyle \neg A} | {\displaystyle \neg A\vee B} |
| ----------------- | ----------------- | ---------------------- | ---------------------------- |
| wahr              | wahr              | falsch                 | wahr                         |
| wahr              | falsch            | falsch                 | falsch                       |
| falsch            | wahr              | wahr                   | wahr                         |
| falsch            | falsch            | wahr                   | wahr                         |

## Beispiele

### Alltagsbeispiel
„Wenn es regnet, dann ist der Fußgängerweg nass.“ Diese Aussage („Aus A folgt B“) ist äquivalent zu ihrer Kontraposition („Aus nicht B folgt nicht A“): „Wenn der Fußgängerweg nicht nass ist, dann regnet es nicht.“
„Aus B folgt A“ gilt allerdings nicht: „Wenn der Fußgängerweg nass ist“, muss es nicht zwangsläufig regnen. Es kann (immer noch) regnen; es kann schon wieder regnen; es regnet nicht; oder der Fußgängerweg ist aus anderen Gründen nass (Straßenreinigung, spielende Kinder).

### Mathematisches Beispiel
Aussage:
{\displaystyle \forall a\in \mathbb {Z} \colon \quad \left(a\equiv 1{\bmod {3}}\Rightarrow a^{2}\equiv 1{\bmod {3}}\right)}
Es gilt die Kontraposition:
{\displaystyle \forall a\in \mathbb {Z} \colon \quad \left(a^{2}\not \equiv 1{\bmod {3}}\Rightarrow a\not \equiv 1{\bmod {3}}\right)}
Falsch wäre jedoch:
{\displaystyle \forall a\in \mathbb {Z} \colon \quad \left(a^{2}\equiv 1{\bmod {3}}\Rightarrow a\equiv 1{\bmod {3}}\right)}
Denn {\displaystyle a^{2}\equiv 1{\bmod {3}}} ist zwar notwendig, aber nicht hinreichend für {\displaystyle a\equiv 1{\bmod {3}}}:

Wenn {\displaystyle a^{2}\equiv 1{\bmod {3}}} gilt, kann neben {\displaystyle a\equiv 1{\bmod {3}}} auch {\displaystyle a\equiv 2{\bmod {3}}} gelten.